# Caravan Pictures
Caravan Pictures var et amerikansk filmproduktionsdel af Walt Disney Motion Pictures Group (tidligere Buena Vista Motion Pictures Group), grundlagt af Roger Birnbaum og Joe Roth, der blev etableret i 1993.
Dens film blev distribueret af Walt Disney Pictures, Touchstone Pictures og Hollywood Pictures.
Firmaet blev lukket efter 1999, hvor det blev til Spyglass Entertainment. Caravan Pictures logo forestiller en mand med en bowlerhat og en "arbejds"-dragt, der går ned af en vej.

## Liste de mest kendte Caravan Pictures film

### Hollywood Pictures
- Angie (1994)
- A Low Down Dirty Shame (1994)
- Houseguest (1995)
- Dead Presidents (1995)
- While You Were Sleeping (1995)
- Powder (1995)
- Before and After(1996)
- Celtic Pride (1996)
- The Rich Man's Wife (1996)
- Grosse Pointe Blank (1997)
- Gone Fishin' (1997)
- G.I. Jane (1997)
- Washington Square (1997)
- Simon Birch (1998)

### Walt Disney Pictures
- The Three Musketeers (1993)
- Angels in the Outfield (1994)
- Heavyweights (1995)
- Tall Tale (1995)
- The Big Green (1995)
- First Kid (1996)
- Rocketman (1997)
- Inspector Gadget (1999)

### Touchstone Pictures
- I Love Trouble (1994)
- Jerky Boys: The Movie (1995)
- Metro (film fra 1997)|Metro (1997)
- Six Days Seven Nights (1998)
- Holy Man (1998)